# 기후 공원

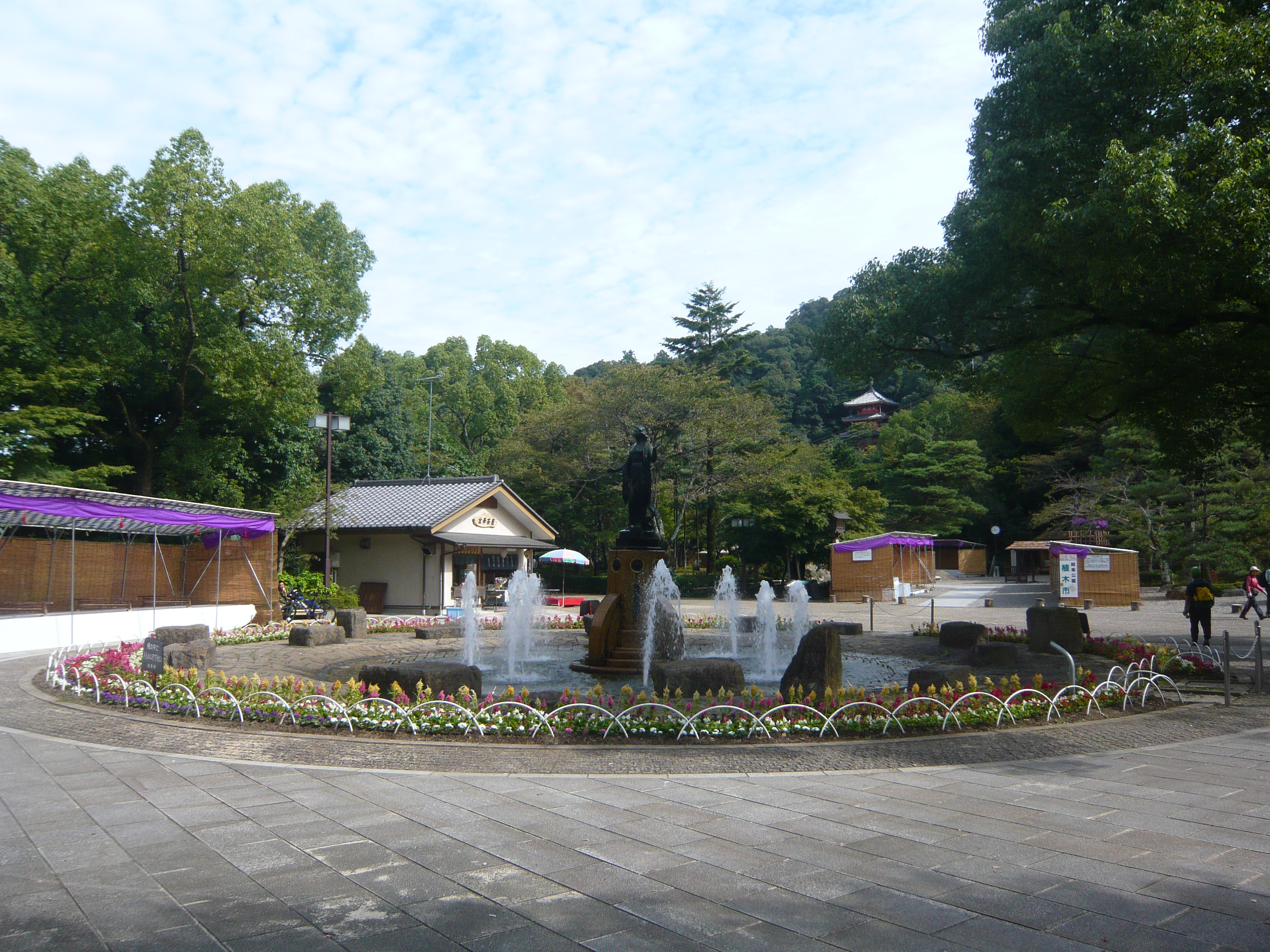
기후 공원

기후 공원(일본어: 岐阜公園 기후코엔[*])는 기후현 기후시에 위치한 공원이다. 공원 내에 기후성, 긴가 산, 긴가 산 로프웨이, 기후 시 역사박물관, 가토 에이조·도이치 기념미술관, 나와 곤충박물관, 엔쿠 미술관 있다.